# 相反的我
《相反的我》是台灣女歌手張芸京的第二張錄音室專輯，也是第二張演唱專輯，2010年6月16日開始預購，於2010年7月9日推出。
預購分成雙版本「好了版 / 壞了版」，壞了版由7-11預購，好了版則是由唱片行預購。壞了版本預購贈品為「King Arthur京臨天下」對開海報一張，好了版本預購贈品為「Robin Hood京世俠盜」對開海報一張。
《相反的我》發片16天銷售達31568張，並於於2010年8月13日推出限量10000張的《義氣風發 CD+DVD+新歌 冠軍慶功版》，當中除了原有的十首歌曲外，更收錄了一首新歌《義氣》以及《壞了》、《相反的我》、《愛情選項》、《你是唯一》、《義氣》、《不再聯絡》六首主打歌的完整MV。慶功版專輯中還特別加贈義氣相挺紀念海報、生日會邀請卡、補氣卡。

## 曲目

### 好了版、壞了版、正式版
1. 壞了（網路暖身單曲）
2. 相反的我（第一主打）
3. 你是唯一（第三主打）（《Oh! My Lady 愛你呦》片頭曲）
4. 愛情選項（第二主打）
5. 不再聯絡（第五主打）（《Oh! My Lady 愛你呦》片尾曲）
6. 我不愛你了（《誰懂女兒心》台灣區片頭曲）
7. 只愛你
8. 正不正
9. 簡訊
10. 好了

### 義氣風發 冠軍慶功版
- 首十首歌曲與好了版、壞了版、正式版相同，並加入第四主打《義氣》（feat.棒棒堂敖犬）（電影《玩火的女孩》中文主題曲）

### 內地慶功版
- 首十一首歌曲與義氣風發 冠軍慶功版相同，並加入網絡遊戲《成吉思汗2》主題曲《一代天驕》

## MV
1. 網路暖身單曲《壞了》MV中 張芸京首次嘗試一鏡到底的方式拍攝MV。
2. 第一波主打《相反的我》 。
3. 第二波主打《愛情選項》MV中 張芸京與師妹王心凌共同拍攝。
4. 第三波主打《你是唯一》MV中 張芸京前往香港聘請入圍金曲獎最佳MV的香港動畫導演鍾偉權擔綱製作及拍攝，打造張芸京出的首支動畫MV。 
[5]
5. 第四波主打《義氣》MV中 張芸京載歌載舞初體驗與師兄棒棒堂敖犬共同拍攝 。
6. 第五波主打《不再聯絡》 。

## 成績及獎項
1. 發行3天即登上佳佳唱片&光南華語榜冠軍
2. 發行首週獲得8榜冠軍
3. 歌曲"相反的我"及"愛情選項"在2010 Hit Fm年度百首單曲中分別獲得第13位及第32位的名次。[6]
4. 歌曲"壞了"於香港TVB8金曲榜頒獎典禮中獲得2010年度"TVB8金曲榜金曲獎"[7]，而歌曲"相反的我"則在2011年度TVB8金曲榜頒獎典禮同時獲得"TVB8金曲榜金曲獎"及"TVB8金曲榜金曲金獎"。[8]
5. 此專輯在2010年度新城勁爆頒獎禮中獲得"新城勁爆專輯"的殊榮。[9]
6. 此專輯獲國際唱片業協會(香港會)有限公司（IFPIHK）認可，為2010年度香港地區十大暢銷國語唱片[10]。